# Ilias Hassani
Pour les articles homonymes, voir Hassani.
Ilias Hassani, né le 8 novembre 1995 à Toulouse, est un footballeur international algérien, évoluant au poste de défenseur central.

## Biographie
Il dispute une rencontre avec l'équipe de France des moins de 18 ans, le 15 mai 2013, contre la Suisse (victoire 2-0).
Hassani dont ses parents sont Algériens, souhaite ensuite intégrer dans l'équipe nationale algérienne ce qui se concrétise en 2017. 
Il joue un match en Ligue 1 avec le Toulouse FC, et également un match en Ligue 1 avec les Girondins de Bordeaux.
À la suite de son aventure qatarie au sein d'Al-Shahania SC, il signe un contrat de 3 ans le 27 juillet 2022 avec l'ES Sétif. Ses premiers pas sous ses nouvelles couleurs commencent mal, car quelques jours à peine après sa signature, l'entraîneur Hossam Al Badry décide de le libérer du groupe effectuant le stage de pré-saison.

## Sélection nationale
Le tableau suivant liste les rencontres de l'équipe d'Algérie dans lesquelles Ilias Hassani a été sélectionné depuis le 2 septembre 2017 jusqu'à présent.